# Glottaler Plosiv
Der stimmlose glottale Plosiv oder Glottisschlag (englisch glottal stop; ein stimmloser, glottal gebildeter Verschlusslaut) ist in der Phonetik ein Konsonant, der durch die plötzliche, stimmlose Lösung eines Verschlusses der Stimmlippen gebildet wird. Andere Bezeichnungen sind Knacklaut, Stimmritzenverschlusslaut, Glottisverschlusslaut, Einschaltknack, Kehlkopfverschlusslaut, Glottalstopp.

## Schreibung

### Lateinschrift
Das ursprüngliche lateinische Alphabet hat kein eigenes Zeichen für den Glottisschlag und genauso wenig die auf dem lateinischen Alphabet beruhende deutsche Rechtschreibung, obwohl der Glottisschlag in vielen Varietäten des Standarddeutschen auftritt. In der Duden-Grammatik wird er durch einen senkrechten Strich [|] wiedergegeben und sonst im Duden durch einen Apostroph. Ebenso wird der dänische Stoßton (stød) in der Schriftsprache nicht wiedergegeben.
Andere Sprachen verwenden unterschiedliche Buchstaben oder Schriftzeichen für die Darstellung des Lautes:
- Im lateinischen Alphabet des Maltesischen steht der Buchstabe q für den Glottisschlag.
- Die Lateinschrift des Somali verwendet einen Apostroph für den Glottisschlag.
- Ebenso wird dieser in einer Reihe südamerikanischer Sprachen, in denen der Glottisschlag phonemische Funktion hat, mit einem Apostroph dargestellt, so z. B. im Aymara, im südlichen Quechua und den Maya-Sprachen (Mayathan, Quiché u. a.).
- Im klassischen Nahuatl wird der als Saltillo bezeichnete Laut mit h wiedergegeben.
- In verschiedenen polynesischen Sprachen wird der im Hawaiischen als ʻOkina, im Tonganischen als fakauʻa bezeichnete Laut mit einem kopfstehenden Hochkomma ʻ (Unicode: U+02BB modifier letter turned comma) geschrieben.

### Andere Schriftsysteme
- Hebräisch [⁠ʔ⁠]: א (Aleph)
- Arabisch [⁠ʔ⁠]: ء (Hamza)
- Die alte griechische Rechtschreibung kennzeichnet mit dem Spiritus lenis den stimmlosen Anlaut vor Vokalen, der als linksgekrümmter Apostroph vor bzw. über den Buchstaben geschrieben wird (z. B. Ἀριστοτέλης). Nach umstrittener Ansicht könnte es sich dabei um einen Glottisverschlusslaut gehandelt haben (siehe hierzu Spiritus lenis).

## Der Glottisschlag im Deutschen

### Glottisschlag im Vokalanlaut
In vielen Varietäten des Deutschen, insbesondere im Norden, erscheint ein Glottisschlag in den folgenden Fällen:
- vor vokalischem Anlaut, beispielsweise Acht [ˈʔaxt], der Alte [deːɐ̯ ˈʔaltʰə];
- vor vokalisch anlautenden Wortstämmen in zusammengesetzten Wörtern, beispielsweise beachten [bəˈʔaxtʰən], Spiegelei [ˈʃpiːɡəlˌʔaɪ̯]. Allerdings gibt es einige zusammengesetzte Wörter, die so geläufig sind, dass sie oft nicht mehr als Zusammensetzungen empfunden werden und daher auch ohne Glottisschlag auftreten, beispielsweise erinnern [ʔɛɐ̯ˈʔinɐn] / [ʔɛˈʁɪnɐn], Verein [fɛɐ̯ʔaɪ̯n] / [fɛˈʁaɪ̯n] (aber stets vereinen [fɛɐ̯ʔaɪ̯nən]) sowie Hebamme [ˈheːpʔamə] / [ˈheːbamə].
- innerhalb von Wörtern bei Vokalkombinationen (Hiat), wenn der zweite der beiden Vokale stärker betont ist als der erste, wie in Theater [teˈʔaːtɐ], Aorta [ʔaˈʔɔɐ̯ta], Oase [ʔoˈʔaːzə]. Hier liegt keine morphologische Grenze vor; allerdings bildet die wortinterne Folge einen prosodischen Fuß.

Zwar sind einige Sprecher auch in der Lage, die Stimme ohne Knacklaut einzusetzen, doch wird in den meisten Varietäten des Deutschen der stimmlose glottale Plosiv ausgesprochen. Mitunter können zwei verschiedene Wörter im Deutschen anhand des Glottisschlags voneinander unterschieden werden (z. B.: das Spiegel-Ei, die Spiegelei; in diesem Beispiel sind aber auch die Betonungen der ersten und letzten Silbe verschieden. Die Silbengrenzen sind ebenfalls verschieden: Spie-gel-ei vs. Spie-ge-lei.)
Im österreichischen Deutschen und im Schweizer Hochdeutschen tritt der Glottisschlag nicht auf. Verschiedene deutsche Mundarten kennen ihn ebenfalls nicht. Wenn er nicht ausgesprochen wird, dann werden die Wörter wie im Französischen oder Englischen direkt miteinander verbunden. Beispielsweise mein Auto, mit Glottisschlag: [ˌmaɪ̯n ˈʔaʊ̯tʰo], wird dann ausgesprochen, als ob es *mei Nauto wäre [ˌmaɪ̯ˈnaʊ̯tʰo], ebenso wie französisch une autre ‚eine andere‘ ausgesprochen wird, als ob es *u nautre wäre [yˈn otʁ(ə)], oder englisch an apple ‚ein Apfel‘, als ob es *a napple wäre [əˈnæpʰəɫ]. Andererseits werden Wortkombinationen mit einer kurzen Unterbrechung oder Betonung ausgesprochen, wie etwa [ˈʃpiːɡəlˈaɪ̯], welches im Gegensatz zu „die Spiegelei“ wie „Spiegellei“ gesprochen wird. (Weitere Minimalpaare: „die Ode“ vs. „Diode“ und „Sandaale“ vs. „Sandale“.)
Die systematische Verwendung eines Knacklautes bei Aussprache von Vokalen am Wortanfang ist ein typischer und schwer zu unterdrückender Aussprachefehler von vielen Deutsch-Muttersprachlern in Fremdsprachen (z. B. Englisch, Französisch). Umgekehrt fällt es Menschen, die Deutsch als Fremdsprache lernen, regelmäßig schwer, die Verwendung des Knacklautes nachzuahmen.

### Der Glottisschlag in der Phonologie
In den meisten phonologischen Analysen des Deutschen wird der Glottisschlag nicht als eigenständiges Phonem betrachtet, sondern als Grenzmarkierer vor fußinitialem Vokalanlaut, da er in vorhersagbaren Kontexten auftritt, seine An- oder Abwesenheit allein keinen Bedeutungsunterschied bewirkt, und er außerdem nicht in allen Varietäten der deutschen Standardsprache präsent ist.
Im Zuge der geschlechtergerechten Sprachentwicklung kann der Glottisschlag ab den 1980er-Jahren einen eigenständigen Phonemcharakter mit Symbolcharakter annehmen, zunächst als Aussprache bei verkürzten Paarformen mit Binnen-I (siehe unten), ab Ende der 2010er-Jahre auch im Rahmen von gendergerechter Sprache zur Aussprache von Genderzeichen wie dem Gendersternchen. 2019 vermerkt der Kulturjournalist Felix Stephan zu diesem Sprachwandel: „Die Genderfrage ist in der Phonetik angekommen“. Diesen „Gender-Pause“ genannten akustischen Effekt kommentiert der Sprachwissenschaftler Anatol Stefanowitsch 2020: „Dass es die gesprochene Version des Gendersternchens – den wie eine Pause klingenden kleinen Neuansatz vor der Endung ‚-in‘ – in Talkshows und Nachrichtensendungen schaffen würde, hätte vor einem Jahr auch niemand vermutet“ (siehe Geschichte der Gender-Pause).

### Sprachgeschichte
Es ist nicht klar, ob ältere Sprachstufen des Deutschen einen Glottisschlag aufwiesen oder nicht.
Ein möglicher Anhaltspunkt dafür, dass der Glottisschlag schon im Althochdeutschen existiert haben könnte, liegt im Stabreim. Dabei alliterierten nur diejenigen Wörter, die mit demselben Konsonanten (bzw. Konsonantencluster) begannen. Zusätzlich war jedoch auch die Alliteration zwischen Wörtern möglich, die mit einem beliebigen Vokal begannen. Eine mögliche Erklärung liegt darin, dass die mit Vokal beginnenden Wörter deshalb alliteriert hätten, weil sie in Wirklichkeit auch mit demselben Konsonanten begonnen hätten, nämlich mit dem Glottisschlag.
Umgekehrt liegt ein Anhaltspunkt dafür, dass im Althochdeutschen noch kein Glottisschlag existiert haben könnte, in wortüberspannenden Elisionen wie gibu ih > gibuh ‘gebe ich’. Der Glottisschlag wäre dann zusammen mit einer Reihe von anderen Merkmalen aufgekommen, durch welche sich die Wörter deutlicher voneinander abtrennen, beispielsweise mit der Abschwächung der Nebensilbenvokale zu einem Schwa. Alternativ war der Glottisschlag in unbetonten (klitischen) Wörtern schon im Althochdeutschen weggefallen, was den Widerspruch auflösen würde.

### Glottisschlag als Vokaltrenner („Hiattilger“)
Im Deutschen kann der Knacklaut als Trennlaut zwischen Vokalen (Hiattilger, Diärese) eingeschoben werden: zum Beispiel in Aleuten (Aussprache: [ʔaleˈʔuːtən], nicht: *[aˈlɔʏ̯tən], oft aber auch ohne Knacklaut: [ʔaleˈuːtən]). Der Glottisschlag findet sich nicht, wenn die zweite der beiden Silben weniger betont ist als die erste, vgl. Thea [ˈteːa] mit Theater [te'ʔaːtɐ]. Diese Beobachtung spricht für die oben erwähnte Analyse über den prosodischen Fuß.

### Interjektionen
Im Deutschen tritt der Glottisschlag in mehreren Interjektionen auf:
- Ein [↘ˈʔə̃ʔə̃] oder [↘ˈʔ̞̃m̩ʔ̞̃m̩] mit fallender Intonation bedeutet Verneinung.
- Ein [↗ʔə'hə]/[↗ʔəˈɦə] oder [↗ʔ̞̃m̩ˈɦ̃m̩] mit steigender Intonation bedeutet Zustimmung.

Seufzer setzen oft mit einem Glottisschlag ein.

### Glottisschlag in gendergerechter Sprache
Seit Mitte der 1980er-Jahre wird der Glottisschlag im deutschsprachigen Raum als „Gender-Pause“ beim gendergerechten Sprechen (Gendern) eingesetzt bei verkürzten Paarformen, die ein Binnen-I oder ein Genderzeichen (Genderstern, Doppelpunkt, Unterstrich) zwischen der maskulinen Personenbezeichnung oder dem Wortstamm und der femininen Endung enthalten. Als Erweiterung der sprachlichen Gleichbehandlung von Frauen und Männern soll der Glottisschlag bei verkürzten Paarformen auch nichtbinäre, diversgeschlechtliche Personen referenzieren und einbeziehen (vergleiche Soziale Inklusion, Diversity Management). Die kleine Sprechpause entspricht der eines Bindestrichs:
- Bäcker*innen / Bäcker:innen / Bäcker_innen / BäckerInnen [ˈbɛkɐʔɪnən] (Bäcker-innen, vergleichbar zu Bäckerinnung)
- Schüler*innen / Schüler:innen / Schüler_innen / SchülerInnen [ˈʃyːlɐʔɪnən] (Schüler-innen)
- Autor*innen / Autor:innen / Autor_innen / AutorInnen [ˈʔaʊ̯toːɐ̯ʔɪnən] (Autor-innen)

Endungen, die wie -in mit einem Vokal beginnen, erhalten regulär niemals einen Glottisschlag, sondern verbinden sich mit dem Endkonsonanten des vorangehenden Wortstamms, wie in Ach-tung, Fah-rer, kin-disch.

## Der Glottisschlag im Arabischen
Im Hocharabischen bildet der stimmlose glottale Plosiv das Phonem همز / Hamz / ‚Zusammenpressung‘. In der modernen Orthographie dient das Graphem Hamza der schriftlichen Wiedergabe des Lautes.
Bis in die frühislamische Zeit war nicht Hamza Graphem für das Phonem Hamz, sondern Alif. Alif übernahm jedoch zunehmend die Funktion des Zeichens für einen langen /a/-Laut – um diese beiden Funktionen des Alif unterscheiden zu können, führte al-Farāhīdī im 8. Jahrhundert Hamza als Zusatzzeichen ein.

### Hamzatu l-qatʿ und Hamzatu l-wasl
Im Arabischen kann das Phonem Hamz in zwei Formen auftreten, als Hamzat al-qatʿ / همزة القطع / Hamzatu l-qaṭʿ / ‚Schnitt-Hamza‘ und als Hamzat al-wasl / همزة الوصل / Hamzatu l-waṣl / ‚Kopplungs-Hamza‘. Hamzatu l-qatʿ, am Wortbeginn auch Trennungsalif genannt, ist ein vollwertiger Konsonant, der auch als Radikal wie in قرأ / qaraʾa / ‚lesen‘ auftaucht und mit einer Schadda geminiert werden kann. Hamzatu l-qatʿ kann an jeder Position im Wort auftreten und in Form eines alleinstehenden Hamza ebenso verschriftlicht sein wie über oder unter einem Trägervokal oder als Madda (die genauen Schreibregeln sind im Artikel Hamza dargestellt). Ein Hamzatu l-wasl oder Verbindungsalif tritt nur am Wortanfang und nur als Alif mit Wasla auf. Das Phonem Hamz im Graphem Wasla ist nur im absoluten Anlaut (isoliert oder am Satzanfang) zu artikulieren, die Vokalisierung nur nach einem Konsonanten.

### Tachfīf al-hamza
Im klassischen Arabisch gelten drei Arten von tachfīf al-hamza / تخفيف الهمزة / taḫfīf al-hamza / ‚Hamza-Verminderung‘ als akzeptiert und nicht-obligatorisch:
- hamza baina baina / همزة بين بين / hamza baina baina / wörtlich „Hamza zwischen zwischen“ – Abschwächung des Hamz zwischen zwei bestimmten Vokalen bis zur Nicht-Artikulierung
- ibdāl / إبدال / ibdāl / ‚Veränderung‘ – Veränderung der Aussprache von iʾa zu iya und uʾa zu uwa
- hadhf / حذف / ḥaḏf / ‚Streichung‘ – Auslassen des Hamz zwischen Vokal und Konsonant, stattdessen Dehnung des eventuell vorstehenden Kurzvokals (raʾs zu rās; sawʾat zu sawat)

/aʾa/ kann vereinfacht als /ā/ ausgesprochen werden. Die Aussprache-Erleichterung Hamza baina baina nach /ū/ oder /ī/ sowie Ibdāl mit anderer Vokalisation des (zu ersetzenden) Hamza existierten zwar, wurden jedoch von arabischen Grammatikern zurückgewiesen. Treffen zwei Hamza aufeinander, zum Beispiel durch Anhängen der Fragepartikel ʾa-, wird das zweite Hamza dissimiliert und stattdessen der zwischen den Hamza gelegene Vokal obligatorisch gedehnt.

### Phonologische Abweichungen
In mehreren arabischen Dialekten entspricht die Artikulierung des Hamz nicht der des Hocharabischen. Bei den Taiyiʿ-Beduinen wird ein Hamza teils als [h] artikuliert, ebenso ist ha- als alte Dialektform der Fragepartikel ʾa- überliefert. Bei den arabischen Stämmen Tamīm und Qais wurde aus einem initialen Hamz ein ʿAin-Laut [ʕ]. In östlichen arabischen Dialekten ist die Aussprache des Hamza laut Jean Cantineau abgeschwächt, im Maghreb ist der Laut beinahe gänzlich verschwunden und hat seinen Phonem-Charakter verloren. Laut Mary Catherine Bateson hingegen tendieren westliche Dialekte dazu, Hamza nicht zu artikulieren, während es in östlichen Dialekten erhalten blieb und teils „übertrieben“ als ʿAin ausgesprochen wird.
Im ägyptischen Arabisch und teilweise in levantinischen Dialekten wird Qāf, im Hocharabischen das Graphem für den stimmlosen uvularen Plosiv [q], außer in Buchwörtern wie Hamza als Glottisschlag ausgesprochen. Ein „ziemlich häufig“ auftretendes Phänomen in der Volkssprache ist Gotthold Weil zufolge das Artikulieren eines initialen Hamza als [w] oder [j] und nennt mit dem Ausfall eines initialen Hamza (Beispiel: bū statt ʾabū) eine weitere Abweichung im Vulgärarabischen. Einige Sprachpuristen lesen das Dehnungsalif als Hamza.

### Arabische und westliche Lehrmeinungen
Hamz selbst ist stimmlos, doch trennten arabische Grammatiker das konsonantische Element des Hamz nicht von dem mit dem Hamz artikulierten Vokal und beschrieben Hamz deswegen als stimmhaft. al-Farāhīdī schien in Hamz gar kein konsonantisches Element zu erkennen und führte den Laut nicht unter den Gutturalen auf. Seiner Ansicht nach hätte Hamz wie auch Alif, Wāw und Yāʾ gar keine Artikulationsstelle, vielmehr sei die ganze Mundhöhle für diese Laute reserviert. az-Zamachscharī beschrieb den Artikulationsort von Hamz wie beim ه / h und ا / ā als aqsā l-halq / أقصى الحلق / aqsā l-ḥalq / ‚hinterster Teil der Kehle‘, Hamz wurde sodann dem stimmlosen glottalen Frikativ als stimmhaftes Ebenbild gegenübergestellt.
Sībawaihi und az-Zamachscharī beschrieben Hamza darüber hinaus als den am tiefsten artikulierten der sieben Kehlbuchstaben Hamza, ه, ا, ع / ʿ, ح / ḥ, غ / ġ und خ / ḫ.
Richard Lepsius zufolge wurde Hamz von Orthoepisten sowohl den tönenden, nicht-spirierenden als auch den festen, explosiven Lauten zugeordnet. Zu den tönenden Lauten gehöre es, „weil es auslautend einen tönenden Nachschlag annimmt, ohne den es gar nicht ausgesprochen werden kann; es kann dagegen nicht aspiriert werden […]; sie gehört zu den vollkommenen Explosiven, weil ein wirklicher Organschluss stattfindet […].“ Da Hamz „nur das eine tönende Element des Nachschlags, nicht das des Vorschlags“ habe, widersprach Lepsius Georg August Wallin, der Hamz als Media und harf al-qalqala / حرف قلقلة / ḥarf al-qalqala / ‚Knall- oder Nachschlagsbuchstabe‘ (arabische Kategorie mit den üblicherweise fünf Konsonanten ق / q, ب / b, ط / ṭ, ج / ǧ und د / d mit vokalischem Element) klassifiziert hatte.
Ibn Qutaiba sprach sich für eine nur von grammatikalischen Gesichtspunkten aus geregelte Aussprache aus und entsagte sich somit Tachfīf al-hamza. Richtlinien zur korrekten Anwendung von Tachfīf al-hamza finden sich in den Lehrschriften von Ibn Dschaʿīsch, Sībawaihi und az-Zamachscharī später anschloss. Ibn al-Anbārī widmete sich in seinem Kitāb al-ansāf den Kontroversen der Kufenser und Basrenser über die korrekte arabische Grammatik – unter den behandelten Themen finden sich auch Meinungsverschiedenheiten zu Tachfīf al-hamza.